# Bár (település)
Bár (horvátul: Švapčaluk, németül: Baar) község Baranya vármegyében, a Mohácsi járásban.

## Fekvése
A Duna jobb partján fekszik, közvetlenül Mohács mellett, annak központjától északkeletre. Mohácson kívül csak két települési szomszédja van: északkelet felől Dunaszekcső, északnyugat felől pedig Somberek.

### Megközelítése
Keresztülvezet rajta az 56-os főút, így közúti elérése és ezen belül a települést érintő autóbusz-közlekedés is kimondottan jónak mondható. Vasútvonal nem érinti.

## Története
A Bár területén fellelt vörös-betétű edénytöredék alapján a régészek arra következtettek, hogy a falu területe már az újabb kőkorban is lakott volt. Római kori falmaradványokat, egykori országút maradványait, néhány avar kori sírt ugyancsak találtak a községben.
A fennmaradt első írásos emlék 1296-ból származik; ez Boor, illetőleg Bor néven említi a települést. Neve a Bár–Kalán nemzetség valamelyik Bor nevű tagjának nevét őrzi. 1323-ban a Bor (Bár-Kalán) nemzetségből származó Bor fia János birtoka volt, aki a szomszédos településen, Cselén birtokos margitszigeti apácákkal szemben volt megidézve egy perben, de a birtok fele még 1329-ben is az övé volt. A birtok másik felét 1298-ban, Kórogyi Cletus unokáinak osztozkodásakor Philipus fiai, Lőrinc, Fülöp és László kapták. 1328-ban Bári Benedek Besenyő birtoka volt.
Hajdan fontos stratégiai útvonal mentén feküdt a község. II. Lajos serege ezen vonult fel a mohácsi ütközetre.
A lakosság a török hódoltság korában sem vált meg otthonától, jóllehet már kétfelé volt kénytelen adózni. Fekvése következményeként rendszeresen portyázók garázdálkodásának esett áldozatául, mígnem 1599-ben a szabad hajdúk mindent elpusztítottak. Elsőrangú földjét földesurai igyekeztek betelepíteni. Szlávok, (köztük szerbek) és magyarok költöztek be, majd német telepesek érkeztek.
Az állandó vándorlás után népe csak az 1780-as években állapodott meg.
A napóleoni háborúk idején a település a gabona-konjunktúrának köszönhette fellendülését. 1800 körül két kastélyt is építettek és jelentős szőlőültetvényeket is honosítottak a faluban. 
Az első világháború 38 áldozatot követelt Bártól. Szerb csapatok megszállták, de 1921-ben kiürítették Baranyát, és augusztus végén Bár is visszakerült Magyarországhoz.
A két világháború között a falu ismét fejlődésnek indult.
1946-ban ide telepítettek egy állami baromfi-tenyésztési mintabirtokot. Állami gazdasága az ötvenes években beolvadt a Bólyi Állami Gazdaságba, s ez történt a kastélyokkal és a parkkal is. A privatizáció nyomán az ún. „sárga kastély” és „fehér kastély” ma már ismét magánkézben van.
Lakosságának jelentős részét az emkített két gazdálkodó szervezet és a Dunagyöngye Mezőgazdasági Szövetkezet foglalkoztatja, de a jó közlekedést kihasználva sokan ingáznak az alig tíz km-re levő Mohácsra is.
2001-ben a falu lakosságának 17,9%-a német nemzetiségű volt.

## Közélete

### Polgármesterei
- 1990–1994: Nagy Mihályné (Agrárszövetség)[5]
- 1994–1998: Nagy Mihályné (független)[6]
- 1998–1999: Nagy Mihályné (független)[7]
- 1999–2002: Weitrl Magdolna (független)[8]
- 2002–2005: Oláh András (független)[9]
- 2005–2006: Reményiné dr. Németh Csilla (független)[10]
- 2006–2010: Reményiné dr. Németh Csilla (független)[11]
- 2010–2014: Weitzl Magdolna (független)[12]
- 2014–2019: Lépold Katalin (független)[13]
- 2019–2024: Jásper Gábor (független)[14]
- 2024– : Jásper Gábor László (független)[1]

A településen 1999. július 4-én időközi polgármester-választást tartottak, amelyen az előző polgármester nem indult újra.
A következő önkormányzati ciklus második felében, 2005. május 8-án ismét időközi polgármester-választást kellett tartani Báron, ezúttal az addigi polgármester lemondása miatt.

## Népesség
A település népességének változása:
| Lakosok száma | 556  | 529  | 522  | 539  | 557  | 534  | 545  | 553  |
|               | 2013 | 2014 | 2015 | 2019 | 2021 | 2022 | 2023 | 2024 |

A 2011-es népszámlálás során a lakosok 84,8%-a magyarnak, 1,1% cigánynak, 0,4% horvátnak, 22,3% németnek, 0,2% örménynek, 0,2% románnak mondta magát (15,2% nem nyilatkozott; a kettős identitások miatt a végösszeg nagyobb lehet 100%-nál). A vallási megoszlás a következő volt: római katolikus 58,1%, református 3,5%, evangélikus 0,7%, görög katolikus 0,7%, felekezeten kívüli 12,2% (23,7% nem nyilatkozott).
2022-ben a lakosság 87,5%-a vallotta magát magyarnak, 14,8% németnek, 0,7% horvátnak, 0,4% cigánynak, 0,2% ukránnak, 0,2% szlováknak, 0,2% szerbnek, 1,3% egyéb, nem hazai nemzetiségűnek (12,2% nem nyilatkozott; a kettős identitások miatt a végösszeg nagyobb lehet 100%-nál). Vallásuk szerint 41,8% volt római katolikus, 3,2% református, 0,4% evangélikus, 0,2% görög katolikus, 1,3% egyéb keresztény, 2,2% egyéb katolikus, 14,6% felekezeten kívüli (36,1% nem válaszolt).

## Nevezetességei
A község 1757-ben épült temploma helyébe 1793-ban újat építettek, amelynek alapzata kőből, oldalfalai deszkából készültek.
1864-ben a régi templom helyétől valamivel lejjebb épült a még ma is fennálló templom tiszta kőből és téglából, román stílusban.
A község építészeti látnivalókkal is büszkélkedik: a Sauska család által a 18–19. század fordulóján építtetett kúriák, az ún. „fehér” és „sárga” kastélyok műemléki védettséget élveznek. A kastélyparkot testületi határozat nyilvánította helyileg védett természeti területté.
A Duna–Dráva Nemzeti Park áthúzódik a község közigazgatási területén. A tetszetős faluképpé sűrűsödő belterületi lakóházak mellett jelentékeny üdülőterületet is magáénak tudhat a falu a Mohács irányában található, ún. bár-szőlőhegyi területen.

## Híres személyek
- Itt született Bauer Andrásné Mohr Mária (1927–2020) hagyományőrző, magyarországi német író, költő.